# 順德聯誼總會胡少渠紀念小學
順德聯誼總會胡少渠紀念小學（英語：S.T.F.A. Wu Siu Kui Memorial Primary School），是位於香港新界屯門區安定邨的第三座小學校舍，由香港慈善團體順德聯誼總會在1982年成立。在屯門區中有同屬順德聯誼總會的順德聯誼總會譚伯羽中學、順德聯誼總會何日東小學、順德聯誼總會梁銶琚中學及順德聯誼總會梁李秀娛幼稚園，位於屯門友愛邨及安定邨。而順德聯誼總會胡少渠紀念小學的下午校於2011年與順德聯誼總會何日東小學的下午校合併遷至位於掃管笏的新校舍，並改名為順德聯誼總會李金小學，轉為以全日制授課。

## 歷屆行政人員

### 校監
- 羅景雲 先生[3]
- 廖漢輝 先生，JP

### 校長

#### 上午校
- 胡葵娟 女士[3]

#### 下午校
- 陳建業 先生[3]

#### 全日
- 高炳旋 博士（現任校長）

## 家長教師會

### 顧問
校長高炳旋博士

### 主席
葉華詩

### 副主席
黎彩華女士 、張嘉佩助理校長

### 司庫
朱曉雯女士、黃偉成老師

### 秘書
楊德權先生、吳毅蕙老師

### 康樂
葉華詩女士、章樹菁主任

### 總務
李泳森先生、陳國賢主任

### 公關
陳佩恩女士 、周鳳瑩姑娘

## 校歌

### 順德聯誼總會屬校校歌
作曲:黃友棣

作詞:陳荊鴻

青雲遠接，香海揚芬。

育才興學，愛眾親仁。

文采鍾靈於鳳山兮，易地彌親。

文采鍾靈於鳳山兮，易地彌親。

樂群敬業，誼重情殷。

造福社會，立己立人。

## 著名/傑出校友
- 何俊賢：香港立法會漁農界功能界別議員、香港漁民團體聯會副主席
- 陳俊樂：香港足球代表隊隊長、前英冠彼德堡及中超廣州富力球員
- 張秀賢：元朗區議會元龍選區區議員[4]、前香港中文大學學生會會長、立言香港召集人
- 陳健安：香港藝員，男子組合C AllStar成員
- 羅卓謙：香港男子羽毛球運動員[5]，世錦賽香港代表
- 梁冠聰：前香港足球代表隊隊員[6]
- 羅港威：前香港足球代表隊隊員[7]
- 梁諾恆：前香港足球代表隊隊員
- 鄭宇澄：香港女演員
- 潘詩亮 (包包)：網絡媒體WHIZOO設計師